# Pheronema ijimai
Pheronema ijimai är en svampdjursart som beskrevs av Okada 1932. Pheronema ijimai ingår i släktet Pheronema och familjen Pheronematidae.
Artens utbredningsområde är havet kring Filippinerna. Inga underarter finns listade i Catalogue of Life.